# Бива (језеро)
Језеро Бива (琵琶湖 - Бива-ко), је највеће слатководно језеро у Јапану и тектонског је порекла. Налази се у префектури Шига (западноцентрални Хоншу), североисточно од Кјота. Пошто се одувек налазило у великој близини бивше престонице (Кјота), често је спомињано у јапанској књижевности, поготову поезији и историјским записима.
Сам назив Бива-ко (琵琶湖), настао је током Едо периода и сматра се да постоји лексичка веза између назива језера и хомонима Бива, жичаног инструмента. Према речима ученог монаха Косо из храма Енрјаку-џи, језеро Бива је чиста земља богиње Бензајтен која обитава на оструву Чикубу и обожава инструмент Бива који има облик овог језера.
Језеро се раније звало Авауми (淡海 - Слатководно море), Чикацу Авауми (近淡海 - Слатководно море близу престонице), а касније Авауми се мења у Оми због назива старе префектуре Оми (данашња префектура Шига). Језеро је такође спомињано и као Нио но Уми (鳰の海 - Језеро малог гњурца), у јапанској књижевности.
Језеро Бива је такође и станиште слатководних риба, поготову пастрмке, али и плодно тло за развијање индустрије узгајања бисера.

## Галерија
- Трска на обали језера Бива
- Језеро Бива код града Чомејџи-чо, префектура Шига
- Канал код језера Бива, изграђен 1890. године
- Туристички брод из луке Оцу
- Острво Чикубу